# Cot Uteuen Seupeueng
Cot Uteuen Seupeueng är ett berg i Indonesien.   Det ligger i provinsen Aceh, i den västra delen av landet, 1 800 km nordväst om huvudstaden Jakarta. Toppen på Cot Uteuen Seupeueng är 383 meter över havet.
Terrängen runt Cot Uteuen Seupeueng är huvudsakligen kuperad, men norrut är den platt. Havet är nära Cot Uteuen Seupeueng åt nordost. Runt Cot Uteuen Seupeueng är det ganska glesbefolkat, med 22 invånare per kvadratkilometer. Närmaste större samhälle är Banda Aceh, 16,5 km väster om Cot Uteuen Seupeueng. Omgivningarna runt Cot Uteuen Seupeueng är en mosaik av jordbruksmark och naturlig växtlighet.